# (9577) Gropius
(9577) Gropius est un astéroïde de la ceinture principale.

## Description
(9577) Gropius est un astéroïde de la ceinture principale. Il fut découvert le 2 février 1989 à Tautenburg par Freimut Börngen. Il fut nommé en honneur de Walter Gropius. Il présente une orbite caractérisée par un demi-grand axe de 2,42 UA, une excentricité de 0,13 et une inclinaison de 1,8° par rapport à l'écliptique.

## Compléments